# Napoléon dans son cabinet de travail
Napoléon dans son cabinet de travail est un tableau peint par Jacques-Louis David en 1812 qui représente l'empereur Napoléon Ier en uniforme dans son bureau des Tuileries. Ce portrait est une commande privée d'un noble écossais Lord Douglas, il est conservé à la National Gallery of Art, Washington, D.C. Une seconde version fut peinte par David qui diffère par la couleur verte de l'uniforme, celui des chasseurs à cheval. Cette dernière faisait partie de l'ancienne collection du Prince Napoléon. Elle est conservée depuis 1979 au château de Versailles.

## Provenance
Commande de lord Douglas en 1811, le tableau est terminé en mars 1812. Exposé au château des ducs de Hamilton, il est vendu en 1882 à Archibald Primrose (5e comte de Rosebery). En 1954 il est acquis par la fondation de Samuel H. Kress qui le dépose à la National Gallery of Art de Washington.
La seconde version est commencée en avril 1812, peinte pour un certain M. Huibans. Le tableau reste dans l'atelier de David jusqu'en 1824, année de sa vente par l'intermédiaire d'Alquier pour 15 000 frs. Mis en vente à Beauvais en 1857, il est acheté par le ministère de la Maison de l'Empereur pour la somme de 10 000 frs. Installé aux Tuileries, il est mis sous séquestre à la chute du Second Empire. Il est restitué à l'impératrice Eugénie en 1880. Il passe ensuite dans la collection  du prince Napoléon. En 1979 il est acquis par l'État sous réserve d'usufruit, et installé au château de Versailles.

## Description

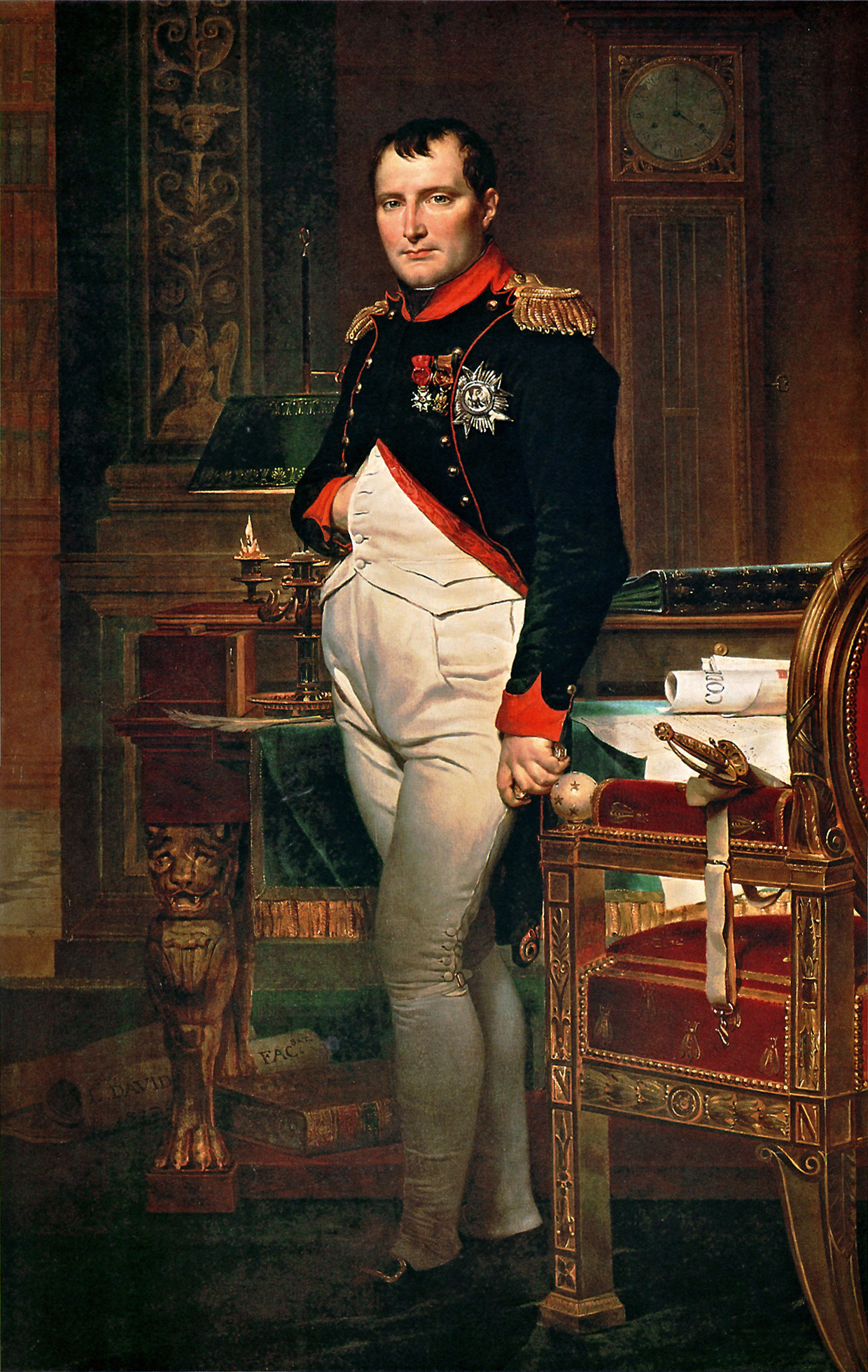
David, Napoléon dans son cabinet de travail (1812) seconde version, au château de Versailles.

Le tableau est un portrait à la française de grandes dimensions, représentant Napoléon en grandeur naturelle, en pied. Il porte l'uniforme d'officier des grenadiers à pied (costume d'homme d'action), bleu foncé à revers blanc et manche rouge, gilet blanc, il arbore comme décorations, la Légion d'honneur et l'ordre de la Couronne de fer et des épaulettes dorées. Il porte une culotte à la française blanche, de même que ses bas, et des souliers noirs à boucles dorées. Il est debout de trois-quarts, une jambe avancée, le visage tourné vers le spectateur, sa main droite est glissée dans son gilet. L'objet doré dans sa main gauche, difficilement reconnaissable, a été identifié comme une tabatière par un élève de David. 
Le décor représente son bureau des Tuileries au premier plan à droite, son fauteuil est en bois doré doublé de tissus de velours rouge à broderies d'or, son épée (pour passer en revue les troupes) est posée sur l'accoudoir. Le bureau de style Empire montre un pied sculpté à motif décoratif représentant une tête de lion. En dessous on aperçoit des livres empilés, au-dessus sont posés des dossiers et des feuilles dont une, roulée, fait apparaître le mot « code ». Le sol est recouvert d'un tapis vert, sur lequel on voit à gauche une carte et une feuille roulés. 
En arrière-plan se trouve à droite, une grande pendule dont le cadran indique quatre heures dix. La bougie est consumée. Le tableau est signé sur la feuille enroulée en bas à gauche LVDci DAVID OPVS 1812.
La seconde version diffère par l'uniforme de chasseur à cheval de la garde, et l'horloge qui indique quatre heures au lieu de quatre heures dix.

## Contexte

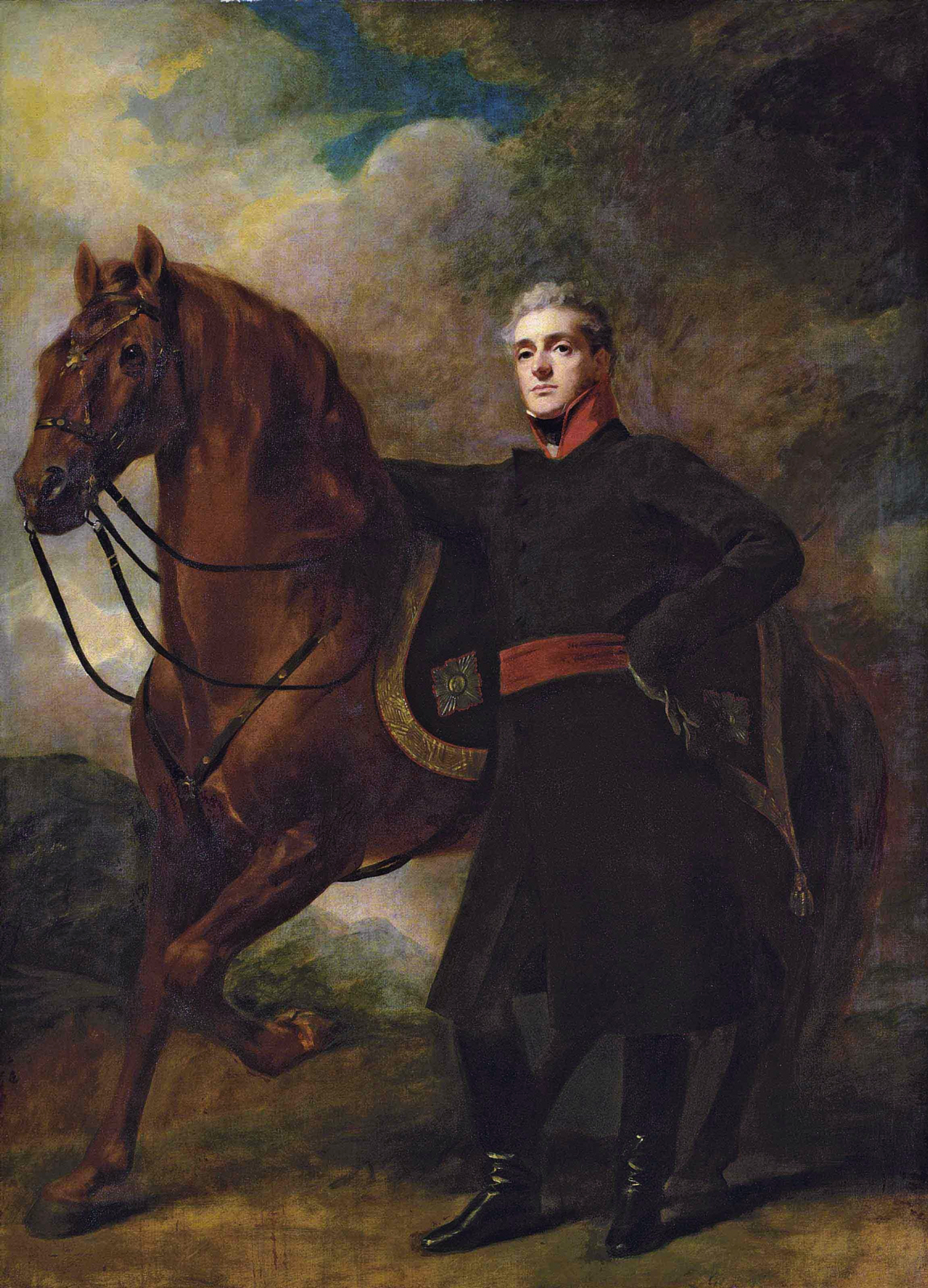
Alexander Douglas dixième duc de Hamilton (portrait par Henry Raeburn daté des environs de 1812), commanditaire du tableau et admirateur de Napoléon.

Réalisé après la série de tableaux de cérémonies napoléoniennes (le Sacre de Napoléon et la Distribution des Aigles), ce portrait est la dernière réalisation de David consacré à Napoléon Ier. Le commanditaire Alexander Douglas dixième duc de Hamilton, était un admirateur de l'empereur et était ami de sa sœur Pauline Borghèse. Le duc, mécène et collectionneur d'art, envisageait aussi le soutien de Napoléon pour la restauration des Stuart sur le trône d'Angleterre. La commande fut commencée par Féréol Bonnemaison qui connaissait David. Il sert d'intermédiaire entre le duc et le peintre pour les conditions de réalisation et de transactions financières. La commande est concrétisée par une lettre du duc transmise par Bonnemaison à David, datée du 3 août 1811.
Dans la série iconographique de Napoléon Ier, Napoléon dans son cabinet de travail renforce avec ses traits réalistes le côté humain de l'Empereur, dénué de toute idéalisation, présentant un simple homme entouré d'objets de pouvoir. L'abandon des symboles divins correspond  aux échecs essuyés sur le champ de bataille cette année-là.

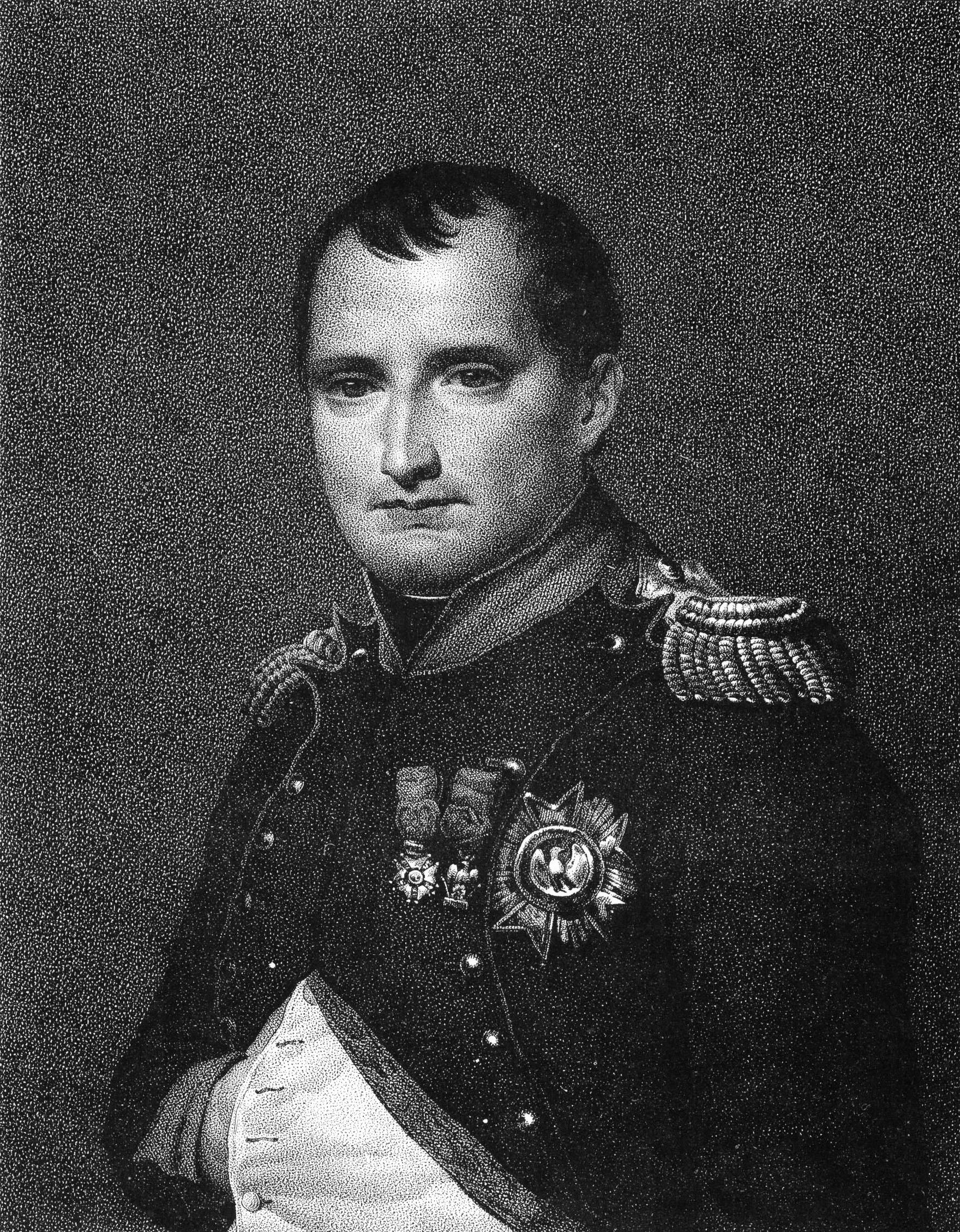
Napoléon dans son cabinet de travail lithographie de Louis Kramp en 1825 d'après la seconde version peinte par David.